# Juha Mannerkorpi
Juha Toimi Tapani Mannerkorpi, född 28 juni 1915 i Ashtabula, Ohio, USA, död 15 september 1980 i Helsingfors, var en finländsk dramatiker, prosaförfattare och lyriker.

## Biografi
Mannerkorpi var en mångsidig författare som publicerade poesi, noveller, romaner samt manus till skådespel. Han arbetade också med översättning till finska, av bland annat författare som Jean-Paul Sartre, Albert Camus och Samuel Beckett.
Mannerkorpi publicerade sina första arbeten, som var diktsamlingar, 1946 och 1947. De dominerades av traditionell poesi med tydlig influens från Kaarlo Sarkia och Aaro Hellaakoski. Därtill gav han också ut poesi i vilken psykoanalys och moralfrågor associerades till en friare diktning. I början av 1950-talet blev sedan dramatiken en andra genre för Mannerkorpi.
Mannerkorpis mest ambitiösa litterära arbete gjorde han ändå inom prosan och hans novellsamlingar 1950 och 1956 banade väg för hans senare framgångsrika romaner.

## Utmärkelser
- Pro Finlandia-medaljen 1958[1]
- Eino Leino-priset 1961
- Aleksis Kivipriset 1962
- Mikael Agricola-priset 1963